# Velika tržnica u Rijeci
Velika tržnica u Rijeci čini harmoničan sklop od dva jednaka paviljona i zgrade Ribarnice. 

## Povijest
Ti značajni urbanistički i komunalni sadržaji nastali su kao rezultat smišljenog plana s ciljem da se zadovolje potrebe snadbijevanja građanstva, no isto tako i potrebe za sastajalištem koje u primorskom gradu ima ulogu foruma. Trg pred kazalištem i prostor na kojemu je izgrađena tržnica nasut je u 19. stoljeću. Po projektu Antona Deseppia izgrađeno je 1865. godine prvo "Ribište", koje je srušeno 1912. godine. 
Arhitekt Carlo Pergoli zasnovao je jedinstvenu secesionističku građevinu u kombinaciji s romaničkim stilom. Plastične ukrase izveo je venecijanski kipar Urbano Bottasso. Dva jednaka paviljona pokrivene tržnice, koristeći željeznu konstrukciju i staklo, veoma je uspješno zasnovao ing. Izidor Vauchnig u stilu visokog historicizma. Velika je tržnica kao sklop istinski ukras grada.

## Spomenici i znamenitosti

### Umjetnička instalacija "Meštri"[1]
U impresivnoj zgradi ribarnice podno njenog visokog svoda na unutarnje balkone zgrade trajno je postavljena „site-specific“ umjetnička instalacija „Meštri“ češkog umjetnika Pavela Mrkusa. Instalaciju čini video segment - projekcija Mrkusovog video uratka snimljena na ribarskoj koći DIMI za vrijeme ribarenja u akvatoriju Kvarnerić – koji je popraćen audio segmentom zvukova mora i ribarskog broda kojeg je moguće čuti samo na galeriji ribarnice. Priča je to kojom se odaje počast onima koje se ovdje nikada ne vidi, ali bez kojih ribe na stolovima ne bi bilo.

## Vanjske poveznice
|  | Zajednički poslužitelj ima još gradiva o temi Znamenite riječke građevine |